# César de Saint-Lary
César de Saint-Lary, né en 1563 et mort le 27 octobre 1587 à la bataille de Coutras, est seigneur de Bellegarde et de Termes, gouverneur du marquisat de Saluces, de Saintonge, d'Angoumois et du pays d'Aunis
Il était le fils de Roger de Saint-Lary de Bellegarde et de Marguerite de Saluces.

## Biographie
À la mort de son père, il hérita du gouvernement du marquisat de Saluces. 
Jean Louis de Nogaret de La Valette, qui était son cousin, lui fait obtenir le poste de gouverneur de  Saintonge, d'Angoumois et d'Aunis, puis de La Rochelle avec une brevet de capitaine de 50 hommes d'armes des Ordonnances. 
Il participa à la bataille de Coutras et fut parmi les premiers à charger. Blessé de quatre coups d'estoc, il en décéda neuf jours plus tard, à l'âge de 25 ans.
Il avait épousé Jeanne du Lion, fille d'Antoine du Lion, seigneur de Preuilly et de Gentilly, près de Paris, conseiller au Parlement de Paris, et de Jeanne de Châteauneuf-de-Pierre-Buffière. C'était le troisième mariage de Jeanne du Lion qui avait été auparavant mariée à François Goumard, seigneur de Chilets en Saintonge, et à Léon Bouchard d'Aubeterre, seigneur de Saint-Martin de La Coudre. Après la mort de César de Saint-Lary, elle se remaria avec Jean de Rivery, seigneur de Rivery en Picardie et de Potonville et lieutenant du roi au gouvernement de Brouage.

## Descendance
Du mariage de César de Saint-Lary avec Jeanne du Lion naquit un fils posthume :
- Octave de Saint-Lary de Bellegarde